# Varadero
Varadero Kuba legismertebb tengerparti üdülőhelye. Varadero egy félsziget, a Mexikói-öböl partján található, Havannától kb. 100 km-re keletre, Kuba Matanzas tartományában. Varadero községnek 8000 állandó lakosa van.
Az idegenforgalom Varaderóban a XX. század 30-as éveitől kezdett fellendülni, amikor Irénée du Pont Nemours, egy amerikai milliomos házat épített ott (Xanadu Ház, ami ismert Du Pont Ház néven is, jelenleg Hotel Xaandu).
Varadero legcsalogatóbb jellemzője a 20 km hosszú homokos partszakasz és a kristálytiszta víz.
Varaderótól délnyugatra található Kuba második legforgalmasabb repülőtere, a Juan Gualberto Gómez repülőtér.
A Fidel Castro-féle kommunista hatalomátvétel után az idegenforgalom drasztikusan visszaesett, szinte megszűnt. A helyzet a külföldi tőke visszaengedése után, 1990-es éveitől megváltozott, Varadero ismét kedvelt idegenforgalmi célpont lett, elsősorban európai és kanadai turisták számára.
A Varadero községben lakóhellyel nem rendelkező kubaiak számára a Varaderóba való belépés erősen korlátozott, Varadero határánál, a félszigetet kezdetét jelentő Kawama csatornánál rendőrségi ellenőrző pont működik.

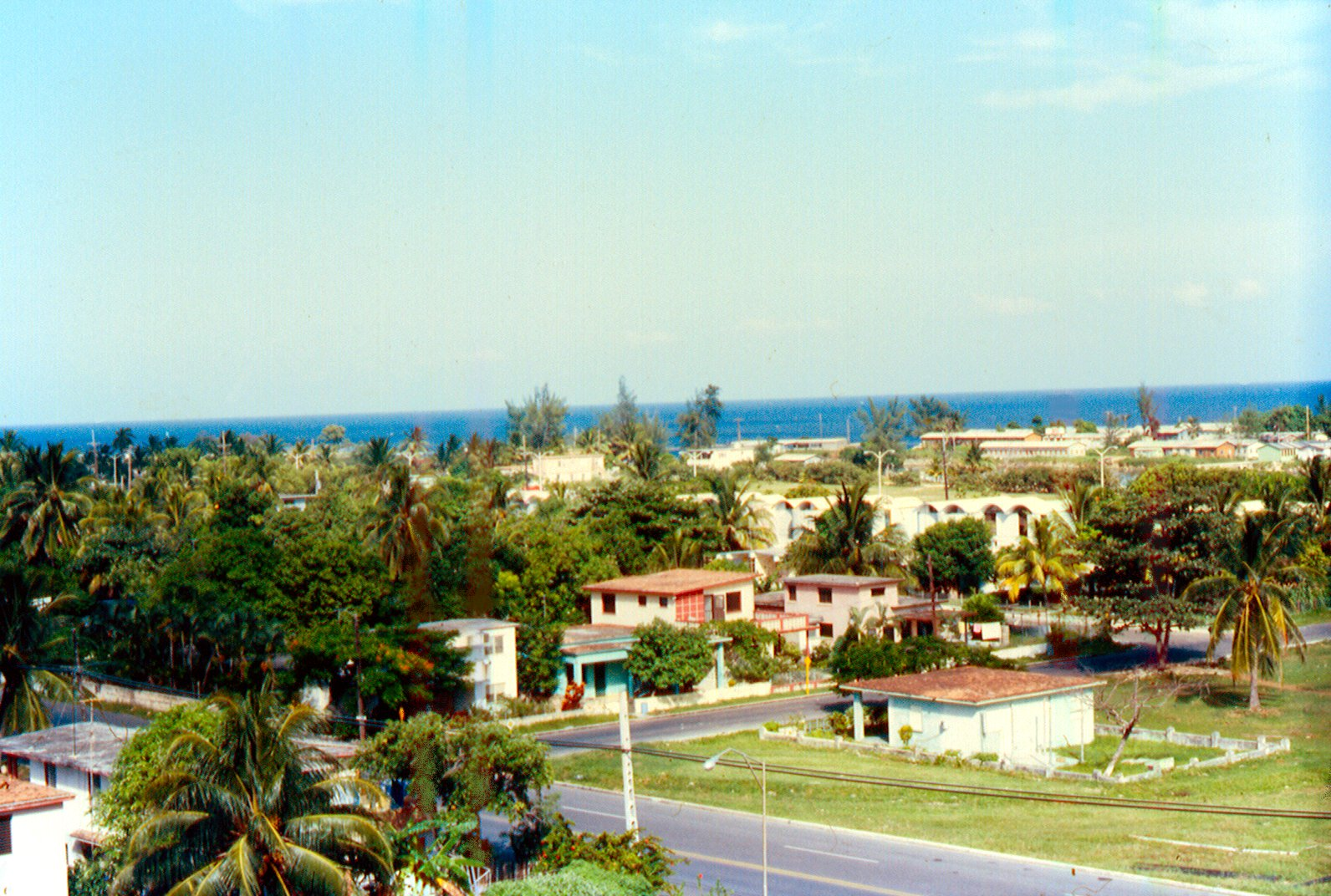
Varadero község központja
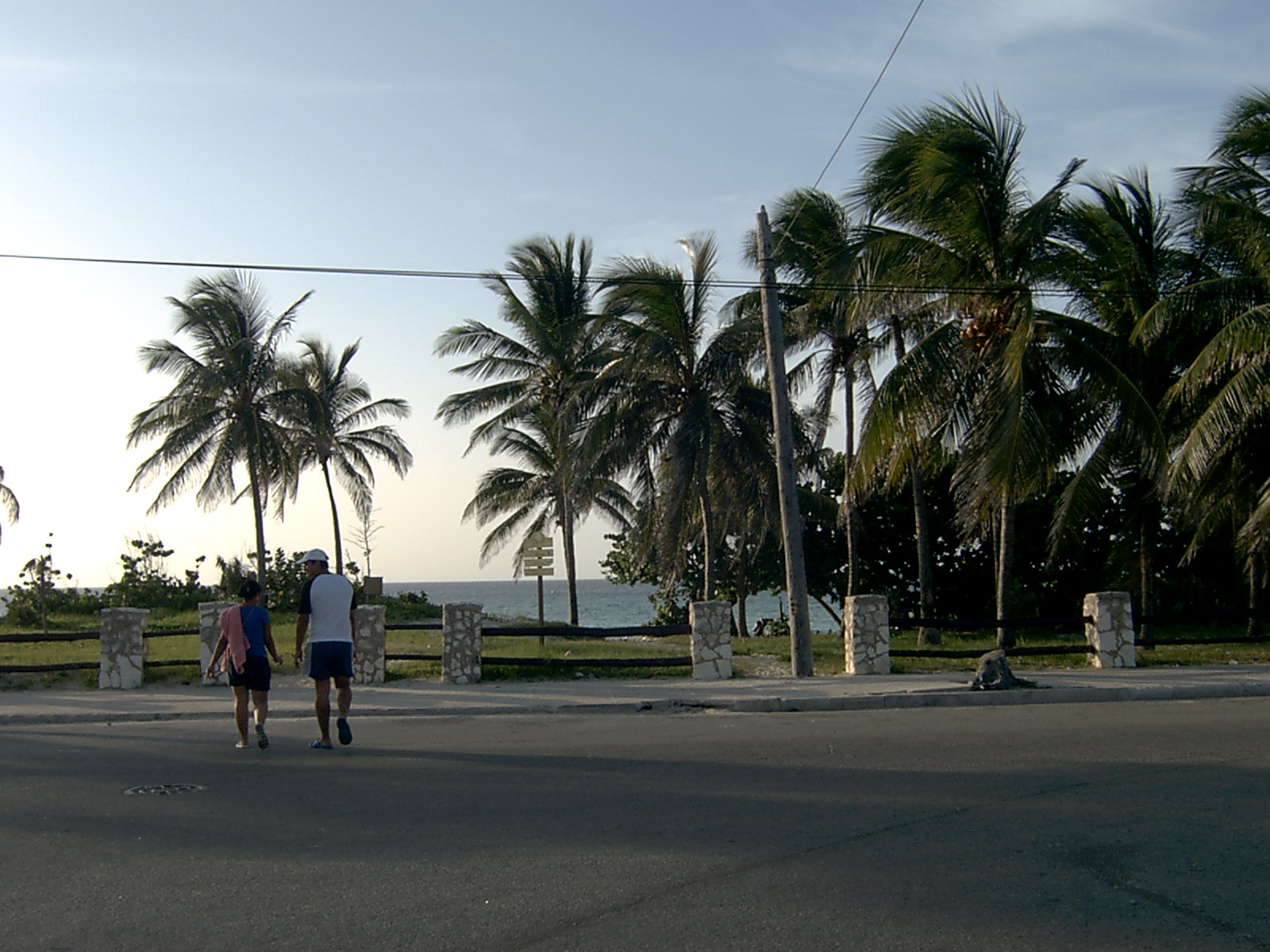
Varadero tengerparti útja
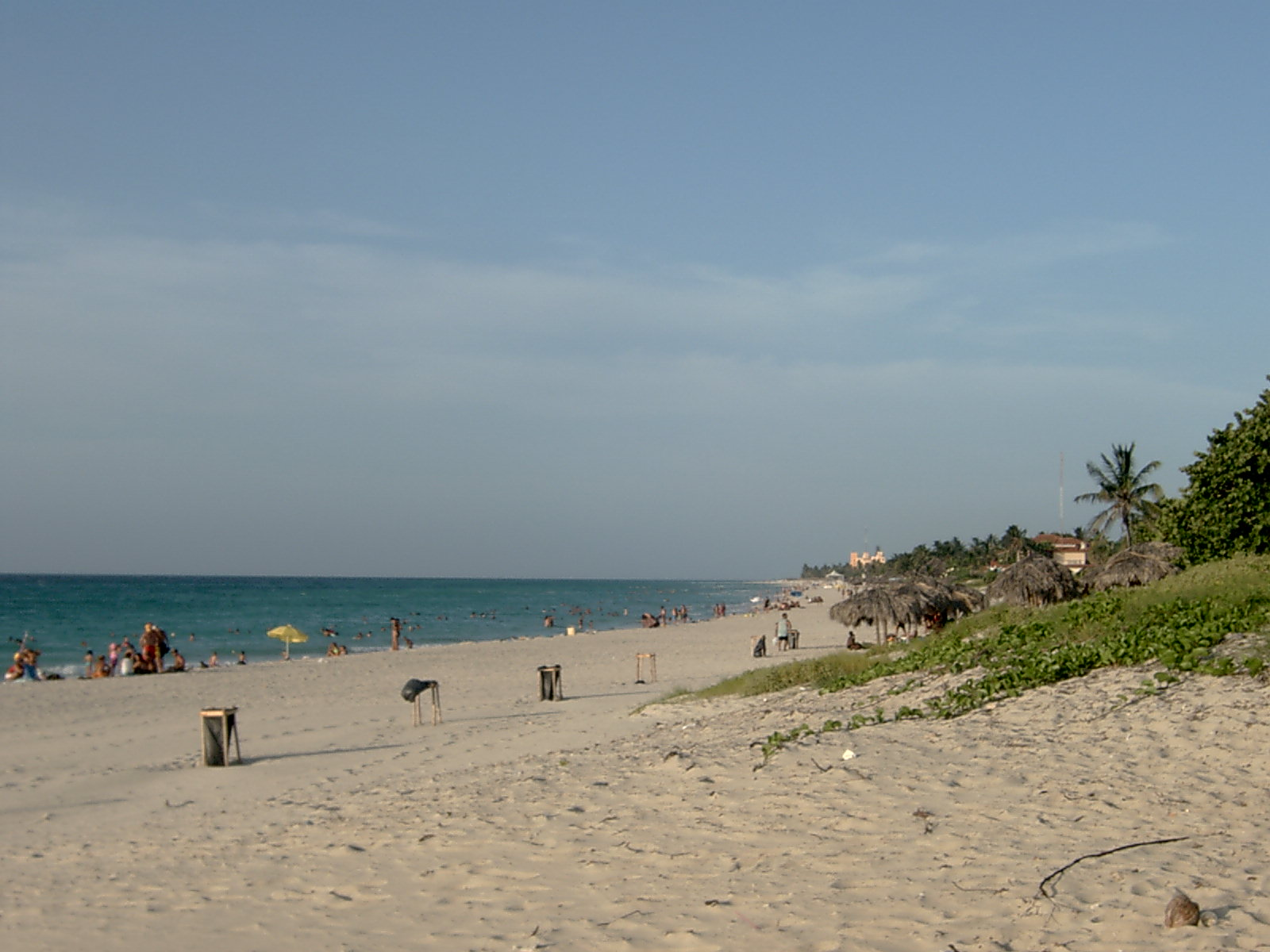
Varaderói strand
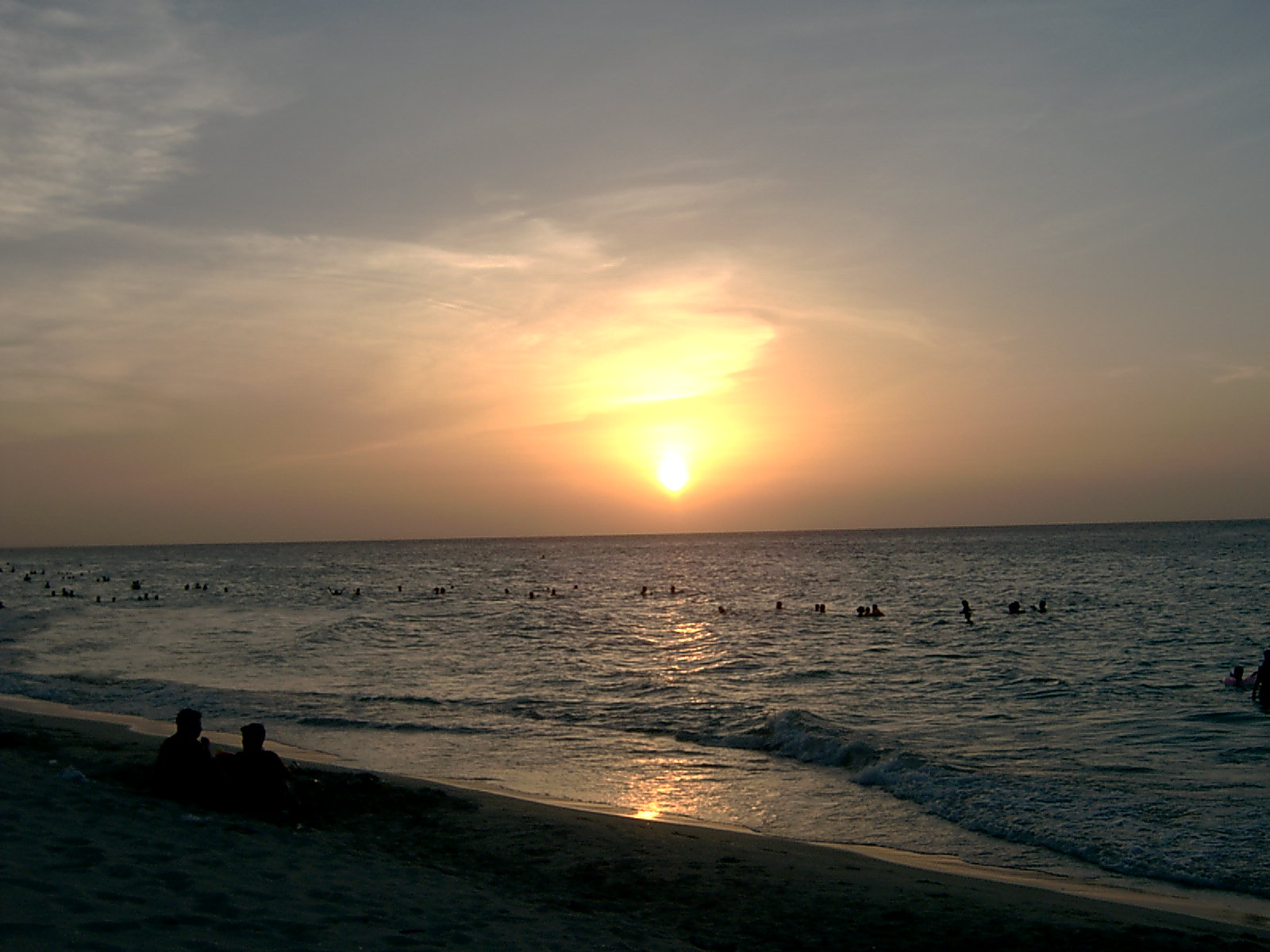
Varaderói strand
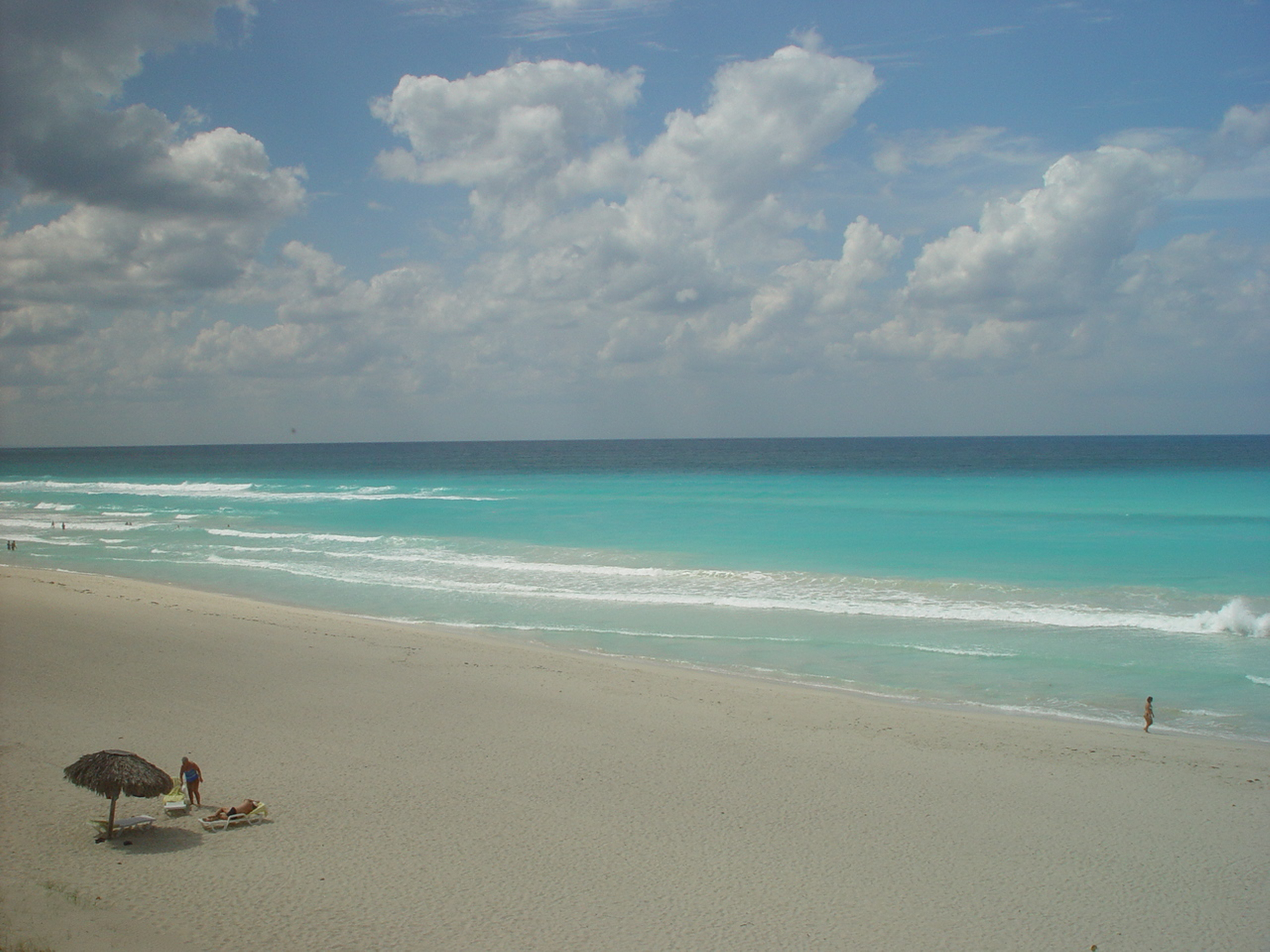
Varaderói strand
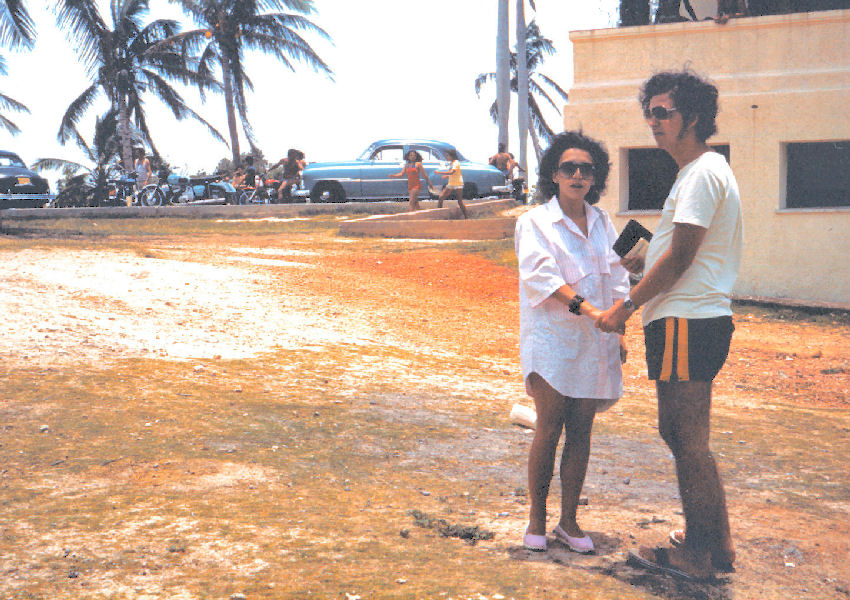
A Du Pont Ház előtt